# Motala
Motala er en by i Östergötland län, Sverige. Byen har 29.798 indbyggere og har borgmestersædet for Motala kommune. Byen bliver anset for at være hovedstaden på Göta-kanalen.
Byen er også hjemby for Skandinaviens største motionscykelløb, Vättern Rundt, hvor der hvert år i midten af juni deltager henved 23.000 cykelryttere, der kører de 300 km rundt om Vättern. Der gennemføres også Tjejvättern ("tøserunden"), 1/2 Vätternrunde og et børneløb.
I Korsør i Slagelse kommune ligger Motalavej. 

## Galleri
- Motala Motormuseum
- Arbejderkvarter
- Langbølge radiostation

## Venskabsbyer
- Korsør, Danmark